# مارك كولين (لاعب هوكي جليد)
مارك كولين (بالإنجليزية: Mark Cullen)‏ هو لاعب هوكي جليد أمريكي، ولد في 28 أكتوبر 1978 في مورهد في الولايات المتحدة.

## وصلات خارجية
- مارك كولين على موقع دوري الهوكي الوطني (الإنجليزية)
- مارك كولين على موقع EliteProspects.com (الإنجليزية)
- مارك كولين على موقع HockeyDB.com (الإنجليزية)
- مارك كولين على موقع Hockey-Reference.com (الإنجليزية)